# Tiburtino Nord
Tiburtino Nord è la zona urbanistica 5C del Municipio Roma IV di Roma Capitale. Si estende sul quartiere Q. XXI Pietralata.

## Geografia fisica

### Territorio
La zona confina:
- a nord con la zona urbanistica 4A Monte Sacro
- a nord-est con la zona urbanistica 5H Casal de' Pazzi
- a sud-est con la zona urbanistica 5D Tiburtino Sud
- a sud con la zona urbanistica 5B Casal Bruciato
- a sud-ovest con la zona urbanistica 5G Pietralata